# Toyota Sienna
La Toyota Sienna es una minivan fabricada por Toyota Motor Manufacturing Indiana en Princeton, Indiana, y comparte la plataforma con el Toyota Camry. Tanto la Previa y la original Sienna fueron las minivans más pequeñas en el mercado, no fue hasta el año 2004 que la Sienna se rediseñó y aumento las dimensiones para competir mejor contra sus adversarios. Fue rediseñada por segunda vez para el año 2011. La tercera generación de Sienna fue puesta a la venta en EE. UU. en febrero de 2010 y es el primer Sienna en recibir el premio de "Top Safety Pick" del Instituto de Seguros para Seguridad en las Carreteras. La generación actual (modelo 2012) cuenta con un motor V6 de 3.5 litros que genera 266 HP @ 6200 RPM acoplado a una transmisión automática secuencial de 6 velocidades con tracción delantera.

## Primera generación
La Sienna debutó con un motor 3.0 litros 1MZ-FE V6 motor nominal de 145 kW y 284 N · m (209 libras por pie) de par motor. Construida sobre una plataforma extendida del Camry, la Sienna fue comercializada apropiadamente como el "Camry de monovolúmenes," aprovechando la popularidad y reputación del Toyota Camry. Los modelos LE y XLE estaban equipados con sillas de segundo capitán de la fila, mientras que el modelo CE vino equipado con un asiento segunda fila de 2 pasajeros. El lado del conductor es deslizante con estante de la puerta y el techo era de serie en los modelos LE y XLE, pero eran opcionales en los modelos CE. Los modelos XLE ofrecen asientos de cuero y un paquete de molduras de madera. La Sienna también promociona lo mejor en su clase, la economía de combustible de 16 ciudad / 22 carretera millas por galón. Un año después de su lanzamiento, la Sienna se enfrenta con la nueva competencia de Honda, la rediseñada Odyssey, que era más grande y ofrece un V6 como la Sienna.

## Segunda generación
En enero de 2004, la segunda generación de la Sienna fue presentada en el Auto Show de Detroit. La producción pasó a Princeton, Indiana , y la ex planta de Georgetown fue reestructurada para construir la segunda generación del Camry Solara. Para hacer el rediseño más exitoso, Toyota asignó a Yuji Yokoya como ingeniero jefe en el nuevo proyecto de Sienna. Yokoya y su familia llevó a la anterior Sienna sobre 53.000 millas (85.000 km) a lo largo de América del Norte para encontrar las debilidades del modelo anterior.

## Tercera generación
El nuevo diseño del Toyota Sienna 2011 se mostró en el Salón del Automóvil de Los Ángeles a principios de diciembre de 2009. Fue diseñado en los estudios Calty y desarrollado en el Centro Técnico de Toyota en Míchigan y Toyota Motor Corporation en Japón. El nuevo Sienna llegó a los concesionarios en febrero de 2010.

### Tercera generación (facelift)
Para el modelo 2015, se le hace una pequeña modificación a la parrilla delantera, se agregan luces LED en los faros delanteros (versión LIMITED), las calaveras traseras reciben un cambio adoptando nueva configuración de luces.
En el interior se cambia el tablero por uno similar al de la nueva Toyota RAV4 y la Toyota Highlander, adoptando una configuración vertical, y mejorando los materiales al tacto.
- Datos: Q1139368
- Multimedia: Toyota Sienna / Q1139368